# Longchamps (Eure)
Longchamps é uma comuna francesa na região administrativa da Normandia, no departamento de Eure. Estende-se por uma área de 15,43 km². Em 2010 a comuna tinha 663 habitantes (densidade: 43 hab./km²).